# August Hendrickx
August Hendrickx (ook: Hendrikx, Gent, 1 april 1846 - Schaarbeek, 4 juni 1918) was een Vlaams schrijver en vertaler.

## Levensloop

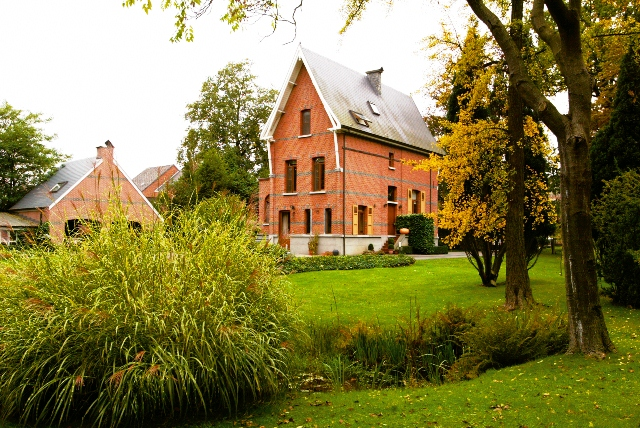
Villa van August Hendrickx te Hever

Na zijn studie beeldhouwkunst te hebben moeten staken, vertrok Hendrickx op zijn achttiende jaar naar Parijs alwaar hij aan het werk ging als arbeider. Twee jaar later trok hij naar Londen en van daar naar Noord-Amerika, waar hij vijf jaar verbleef. In 1874 kwam hij terug naar België en werd daar in 1880 vertaler aan het ministerie van spoorwegen, posterijen en telegrafen te Brussel. Hij schreef in die periode diverse blijspelen.

## Werken (selectie)

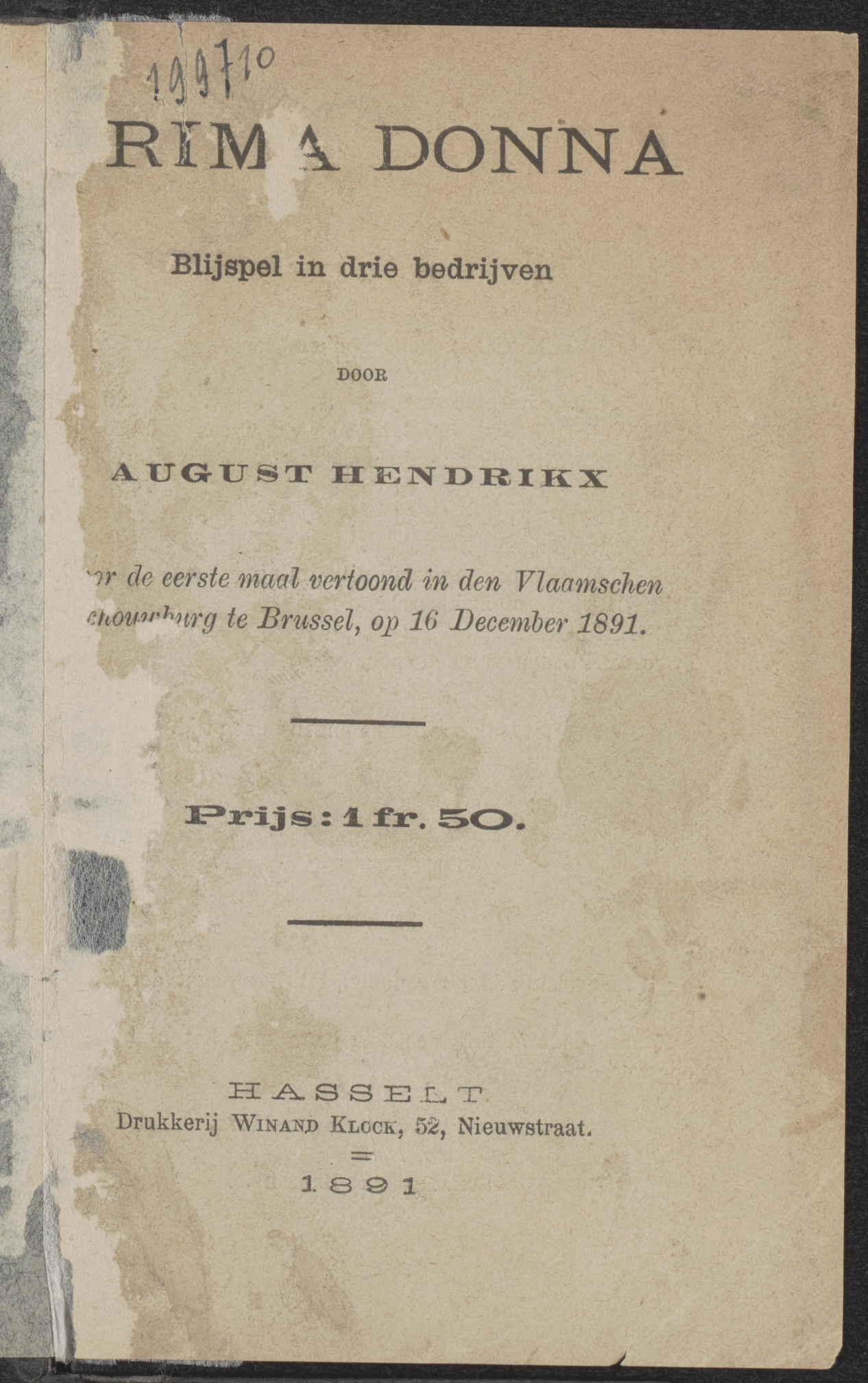
Prima Donna - August Hendrikx, (1891)

- Kosterliefde, blijspel in één bedrijf, Gent (1879)
- Het verloren Minnebriefje, blijspel in één bedrijf, Sint-Gillis (1880)
- Roosje van den Veldwachter, drama in drie bedrijven (met N. de Tière), Brussel (1880)
- Cupido op krukken, blijspel in één bedrijf, Brussel (1881)
- Per Expres, blijspel in één bedrijf, Brussel (1882)
- Oom Felix, toneelspel in drie bedrijven, bekroond, Brussel (1883)
- T.K. en P.K., toneelspel in één bedrijf, Gent (1885)
- Achter 't Slot, tooneelspel in éen bedrijf, Brussel (1886)
- De verboden Vrucht, blijspel in drie bedrijven, Brussel (1887)
- De Schoonmoeder, toneelspel in drie bedrijven, Brussel (1887)
- De Boezemvrienden, blijspel, Brussel (1887)
- De familie Klepkens, blijspel in drie bedrijven, Gent (1908)